# Klaus Erich Kaehler
Klaus Erich Kaehler (* 12. Juni 1942 in Bremen; † 16. Juni 2022) war ein deutscher Philosoph und emeritierter Hochschullehrer.

## Leben
Nach dem Studium der Philosophie, Soziologie und Politikwissenschaft von 1968 bis 1973 an den Universitäten Hamburg und Freiburg im Breisgau und der Promotion zum Dr. phil. im Jahre 1975 war Kaehler Mitarbeiter am Husserl-Archiv in Freiburg. Von 1978 bis 1985 war er wissenschaftlicher Mitarbeiter an den Philosophischen Seminaren in Heidelberg und Freiburg. Nach der Habilitation 1985 an der Universität Freiburg im Breisgau hatte er 1990 und 1993 Gastprofessuren an der University of Memphis inne. Er vertrat Professuren in Freiburg (1991) und Hamburg (1992–1993). Von 1993 bis 2008 hatte Klaus-Erich Kaehler die Professur für Theoretische Philosophie am Philosophischen Seminar der Universität zu Köln inne.
Seine Forschungsschwerpunkte waren Philosophie der Neuzeit und Moderne, Metaphysik und Metaphysikkritik, Subjekttheorie, Phänomenologie und Ästhetik. Sein Hauptwerk Das Prinzip Subjekt und seine Krisen. Selbstvollendung und Dezentrierung  versucht eine philosophische Standortbestimmung des Subjekts in der Neuzeit und Moderne.

## Publikationen
- Leibniz – der methodische Zwiespalt der Metaphysik der Substanz. Hamburg 1979, ISBN 3-7873-0465-7.
- Leibniz’ Position der Rationalität. Die Logik im metaphysischen Wissen der „natürlichen Vernunft“. Freiburg im Breisgau 1989, ISBN 3-495-47668-7.
- mit Werner Marx: Die Vernunft in Hegels Phänomenologie des Geistes. Frankfurt am Main 1992, ISBN 3-465-02537-7.
- Das Prinzip Subjekt und seine Krisen. Selbstvollendung und Dezentrierung. München 2010, ISBN 978-3-495-48338-1.